# Серафимов, Максим Владимирович
Максим Владимирович Серафимов (8 января 1995, Уфа — 27 февраля 2022, Харьков) — российский военнослужащий, старший лейтенант, командир группы специального назначения 2-й отдельной гвардейской бригады специального назначения, Герой Российской Федерации (2022, посмертно).

## Биография
Родился 8 января 1995 года в городе Уфа, Башкортостан, Россия. Учился в уфимском центре образования № 40 с углублённым изучением отдельных предметов, занимался греко-римской борьбой, был кандидатом в мастера спорта, победителем первенства Башкортостана.
В 2013 году поступил в Рязанское высшее воздушно-десантное командное училище (РВВДКУ).
В 2018 году по окончании училища был направлен во 2-ю отдельную гвардейскую бригаду специального назначения Главного управления Генерального штаба Вооружённых сил Российской Федерации (пункт дислокации — город Псков), где стал командиром группы специального назначения.

### Вторжение в Украину
В 2022 году участвовал во вторжении России на Украину. Согласно информации интернет-издания The Insider, 27 февраля штурмовая группа Серафимова под командованием капитана Александра Жихарева вслепую блуждала по Харькову и была блокирована 92-й бригадой Вооружённых сил Украины, полицейским спецназом «Корд», отрядом «Омега» и территориальной обороной, из-за чего группе Серафимова пришлось укрыться в школе № 134, бросив бронеавтомобиль «Тигр» и половину боекомплекта, при этом водитель второго бронетранспортёра попал в плен к украинцам и выдал информацию о составе группы и её задачах. После 10 часов ожидания российского подкрепления и трёх попыток украинцев убедить группу сдаться российский спецназ был уничтожен прицельным огнём, в том числе из танка. Вопреки распространявшейся пророссийскими источниками информации о том, что украинская сторона понесла потери в 30 человек погибшими, по информации The Insider, погиб один украинский военнослужащий, ещё пять были ранены, а также подбита БТР «Буцефал». Российская сторона потеряла 20 человек убитыми — среди них был Серафимов.
Был похоронен 10 июня в Уфе.
Согласно расследованию The Insider, боец Псковской бригады ГРУ, в которой служил Серафимов, не знает, кто распространил историю о том, что Серафимов погиб, накрыв своим телом гранату, так как свидетелей не осталось в связи с тем, что «в школе почти всех положили», а военнослужащие «даже не знали, кого привезли хоронить в цинке»; в июле 2022 года на похоронах радиста, погибшего в этом же бою, представитель Псковской бригады полковник Александр Антонов говорил лишь о Жихареве и радисте, никак не упомянув Серафимова. Издание указало на то, что историю распространял вице-премьер правительства Башкирии Азат Бадранов, который занимался пророссийской пропагандой.

## Награды
- Медаль «Золотая Звезда» Героя Российской Федерации (12.07.2022, посмертно)[1]
- Орден генерала Шаймуратова (2022, посмертно)[1][3]

## Память
17 августа 2022 года имя Серафимова присвоено военно-патриотическому парку «Патриот» и центру образования № 40 в Уфе.